# 사노에 레이크
서노이 레이크(Sanoe Lake, 영어 발음: /səˈnɔɪ/, 1979년 5월 19일 ~ )는 미국의 배우, 모델, 서퍼이다.
카우아이섬에서 태어났다.

## 출연 작품

### 영화
- 블루 크러쉬 (2002)
- 크루얼 월드: 죽음의 리얼리티쇼 (2005, Cruel World) - 루비 역
- 반쪽의 삶 (2008, Half-Life)
- Creature of Darkness (2010)